# Georg Jacoby (Soziologe)
Eduard Georg Jacoby (auch: Peter Jacoby; * 3. April 1904 in Breslau; † 10. August 1978 auf den Fidschi-Inseln) war ein deutsch-neuseeländischer Soziologe und Bevölkerungswissenschaftler.

## Leben und Wirken
Der Sohn des Altphilologen Felix Jacoby legte 1922 in Kiel an der Gelehrtenschule die Abiturprüfung ab, nahm ebendort ein Studium der Rechtswissenschaften auf und setzte es an der Albert-Ludwigs-Universität in Freiburg und der Humboldt-Universität in Berlin fort. Ab 1923 besuchte er soziologische Lehrveranstaltungen von Ferdinand Tönnies, der ihn bleibend beeindruckte; 1926 ließ Jacoby sich ein Jahr lang dafür beurlauben, empirisch-statistisch für Tönnies zu arbeiten.
1925 legte er in Kiel seine staatliche Referendarprüfung, 1929 seine Assessorprüfung ab und promovierte 1930 bei Walter Jellinek mit der Arbeit Der Finanzausgleich. Eine begriffliche Untersuchung zum Dr. jur.
1931 trat er beim preußischen Handelsministerium in Berlin eine Stelle an, wo seine hoffnungsvolle Karriere 1933 abgebrochen wurde, als der Sohn eines jüdischen Vaters aus dem Staatsdienst entlassen wurde – eine nationalsozialistische Ungerechtigkeit, die er zeitlebens nicht verwinden konnte.
Er arbeitete dann in einem jüdischen Bankgeschäft, war noch bis 1935 Mitredakteur von Tönnies’ letztem Werk Geist der Neuzeit, wanderte dann aber nach der Schließung dieser Firma mit seiner Braut Ilse Susanne Moschel (* 1913; † 2003) nach Neuseeland aus, (zuvor hatten sie sich noch in Oxford trauen lassen). Jacoby arbeitete zunächst als Buchhalter mehrerer Firmen. Er wurde bei Kriegsausbruch nicht interniert (wie vergleichbare deutsche Emigranten in Großbritannien) und 1946 eingebürgert. 1948 übernahm er im neuseeländischen Erziehungsministerium dessen demographische Planung; so erfolgreich, dass 1959 die UNESCO Ansätze von ihm übernahm. Statt seines deutschen Vornamens wurde der Beiname „Peter“ gebräuchlich, der zuvor schon der Kosename war, mit dem ihn seine Frau anredete.
In scharfer Kritik von René Königs Tönniesrezeption veröffentlichte Jacoby 1971 seine Sicht von Tönnies’ Denken als Nachweis von dessen fundamentaler theoretischer Leistung beim Verständnis moderner Gesellschaften (die Arbeit ist zugleich die erste bedeutende Personen- und Werkbiographie zu Tönnies). Für die Recherchen am Werk und Leben seines Lehrers und einstigen väterlichen Freundes suchte er wiederholt die deutschen Bibliotheken und Archive auf, besonders die Schleswig-Holsteinische Landesbibliothek in Kiel, in der sich Tönnies’ Nachlass befindet.
Erfolgreich als Wegbereiter moderner Demografie in seiner neuen Heimat, starb er 1978 während einer Urlaubsreise auf den Fidschi-Inseln und liegt in Wellington (Neuseeland) begraben (Urnenbeisetzung). Sein schriftlicher Nachlass befindet sich teils in der Bibliothek der Victoria University in Wellington, teils in der Schleswig-Holsteinischen Landesbibliothek in Kiel.

## Publikationen (Auswahl)
- Ferdinand Tönnies, Friedrich Paulsen. Briefwechsel 1876–1908. Hrsg. gemeinsam mit Olaf Klose und Irma Fischer. Hirt, Kiel 1961 (Veröffentlichungen der Schleswig-Holsteinischen Universitätsgesellschaft, N.F., 27).
- Philosophie und Soziologie. Ferdinand Tönnies’ wissenschaftlicher Weg, Hirt, Kiel 1970.
- Die moderne Gesellschaft im sozialwissenschaftlichen Denken von Ferdinand Tönnies. Eine biographische Einführung, Enke, Stuttgart 1971 [Neuausgabe München 2013, ISBN 978-3-89019-699-2].
- Pädagogik als angewandte Soziologie, in: Hans-Joachim Krause u. a. (Hrsg.), Orientierungspunkte internationaler Erziehung, Fundament-Verlag, Hamburg 1973, S. 64–80 [Neuabdruck in: Tönnies-Forum, Jg. 8, 1999, H. 2, S. 27–42].
- Neuseeland. Reiseführer mit Landeskunde, Verlag Volk und Heimat, Buchenhain ²1975.
- (Hrsg.): Ferdinand Tönnies: Studien zur Philosophie und Gesellschaftslehre im 17. Jahrhundert, Stuttgart-Bad Cannstatt 1975.